# Anaplecta karakoush
Anaplecta karakoush är en kackerlacksart som beskrevs av Fernando 1957. Anaplecta karakoush ingår i släktet Anaplecta och familjen småkackerlackor.
Artens utbredningsområde är Sri Lanka. Inga underarter finns listade i Catalogue of Life.